# ウィニー・プー
ウィニー・プー（エストニア語: Winny Puhh）は、エストニアのヘヴィメタル・パンクロックバンド。1993年にエストニアのポルヴァで、同級生のオーヴ、インドレック、オラヴィの3人によって結成された。名は児童小説『クマのプーさん』による。
2009年にオラヴィが一時脱退し、クリスチャンが加入した。現在はオラヴィが復帰し、ドラマー2人を有す。衣装を纏ったパフォーマンスを特徴とする。

## 経歴
1993年に結成し、2006年に発表した「Nuudlid ja hapupiim」がRaadio 2の年間ヒット曲に選出されたことで、知られるようになった。2008年、「Vanamutt」でエストニア音楽賞にノミネート。翌年、Genkaと共に「Peegelpõlu」を歌唱し、2009年のRádio 2 Top 40で6位を獲得した。
2013年、ユーロビジョン・ソング・コンテストの代表を選ぶ全国決勝（エスティ・ラウル）に参加し、「Meiecundimees üks Korsakov läks eile Lätti」を歌唱したが、ビルギット・オイグメール、グレテ・パイアに次ぐ3位に終わった。

## メンバー
- インドレク・ヴァヘオヤ - ボーカル
- シルバー・レパステ - ギター
- オーヴ・ムスティング - ボーカル・ギター
- インドレック・ヌム - ベースギター
- クリスチャン・オデン - ドラム・パーカッション
- オラヴィ・サンダー - ドラム・パーカッション

## アルバム
- Täämba õdagu praadimi kunna (レゲンダールネ・レコーズ（エストニア語版）、2006年)
- Brääznik (レゲンダールネ・レコーズ、2010年)
- Kes küsib (クロックワーク・レコーズ、2014年)